# Peumerit
Peumerit (tiếng Breton: Purid) là một xã của tỉnh Finistère, thuộc vùng Bretagne, miền tây bắc Pháp.

## Dân số
Người dân ở Peumérit được gọi là Peumeritois.